# Grosse Scheidegg
Grosse Scheidegg, con una altitud de 1.961 m s. n. m.,  es un puerto de montaña en los Alpes berneses en Suiza, que conecta Grindelwald y Meiringen. La carretera sobre el paso está abierta sólo a la circulación de autobuses. Sin embargo, es popular el senderismo y este paso forma parte de la Ruta de paso alpino campo a través.
En el lado de Meiringen, el paso va a lo largo del río Reichenbach, conocido como el lugar de la última lucha entre Holmes y el profesor Moriarty. La cascada puede visitarse fácilmente usando la línea de funicular Reichenbachfall-Bahn.
Desde el punto de vista orográfico separa los Alpes berneses (al sur) de los Prealpes suizos (al norte).